# Tour Mélusine
Pour les articles homonymes, voir Mélusine.
La tour Mélusine est le donjon d'un ancien château fort, situé sur la commune de Vouvant, en Vendée.
Elle est inscrite à l'inventaire supplémentaire des monuments historiques depuis le 12 février 1927.

## Histoire
Ce donjon, probablement édifié à la fin du XIIe siècle ou au début du XIIIe siècle,,, (il est parfois indiqué qu'il a été érigé en 1242,, cependant cela paraît peu probable au regard des techniques de construction employées et des éléments architecturaux conservés), est le seul vestige de l'ancien château-fort des seigneurs de Lusignan construit à l'emplacement de la place du Bail actuelle. Ce château-fort était alors séparé de la ville fortifiée de Vouvant par un fossé sec.

Maquette évoquant le château de Vouvant
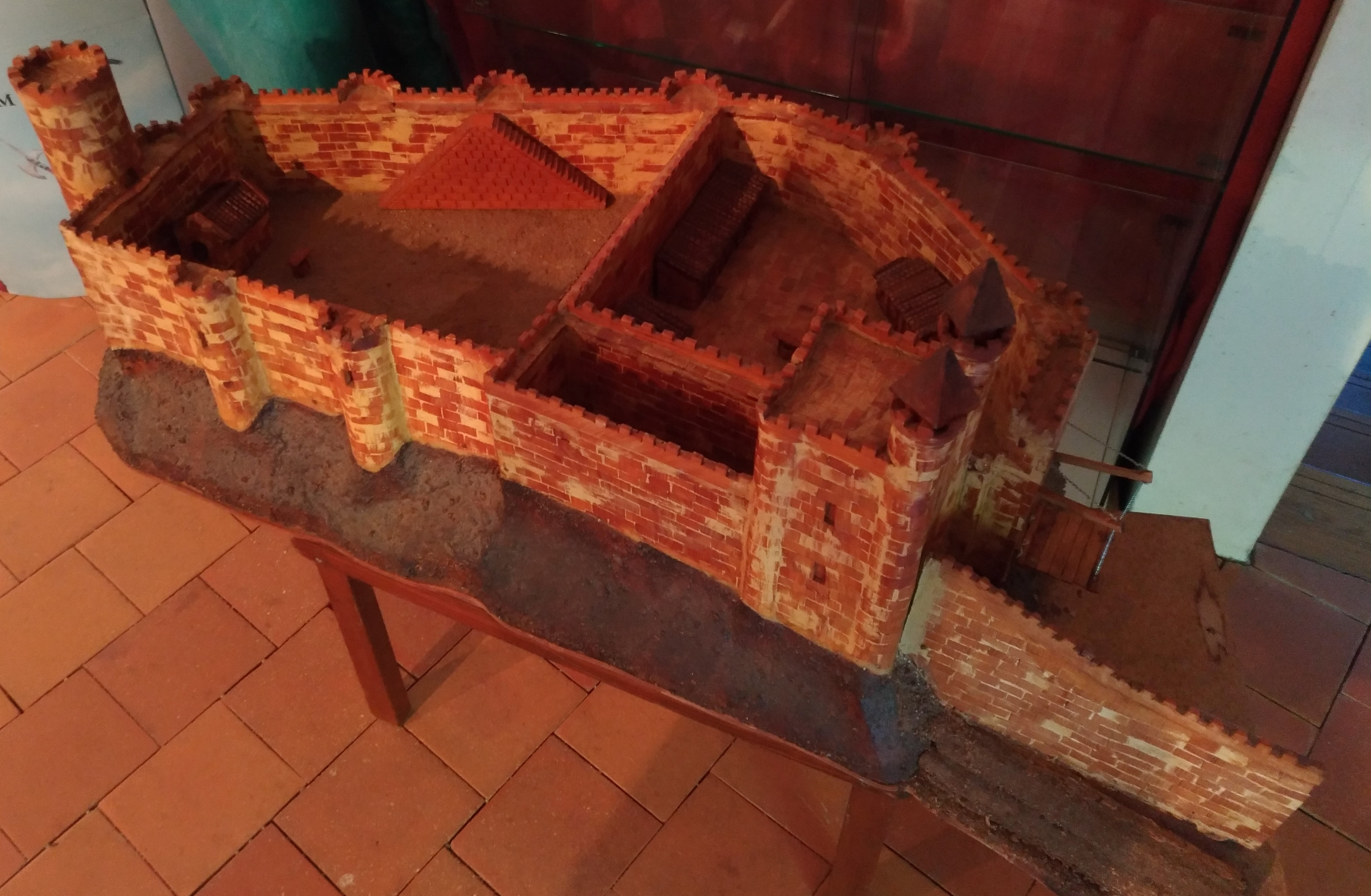
Maquette présente dans l'office de tourisme.
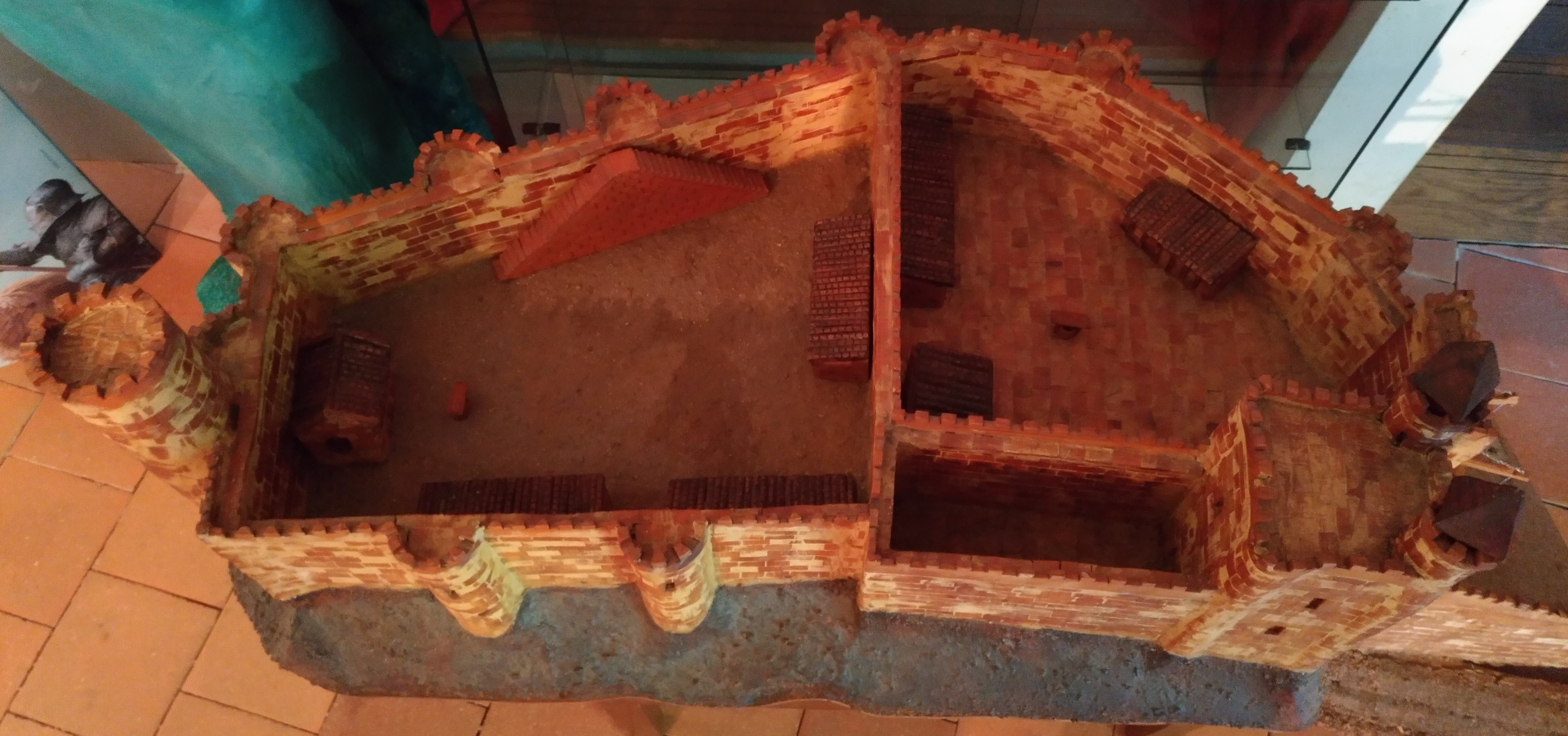
Vue détaillée de la maquette.

Comme pour tous les châteaux des Lusignan, la légende rapporte qu'elle aurait été construite en une nuit par la fée Mélusine « de trois dornées de pierres et d'une goulée d'Ève ».
Cette tour, de par sa hauteur de 36 m depuis le fossé et sa forme cylindrique, est inédite pour l'époque. En effet, la majorité des donjons de cette région et de cette époque sont de style « niortais » (carrés avec des tours ou contreforts pleins à chaque angle).
La tour possède une base carrée, qui indique la hauteur de la courtine qui entourait la cour du château, aujourd'hui place du Bail.
La cour principale du château comportait possiblement une fontaine érigée au XVIe siècle et composée d'un bassin en granit supporté par quatre figures en calcaire de la fée Mélusine. La fontaine, alimentée par l'eau de pluie, possédait une autre figure de Mélusine au dessus de la cuve, tenant un miroir dans une main et un peigne dans l'autre. C'est cette figure de la fée qui lançait des filets d'eau par ses seins. Une seule des quatre figures de Mélusine est encore conservée dans le parc du château privé de la Recepte situé au nord-est du bourg,.

Représentations
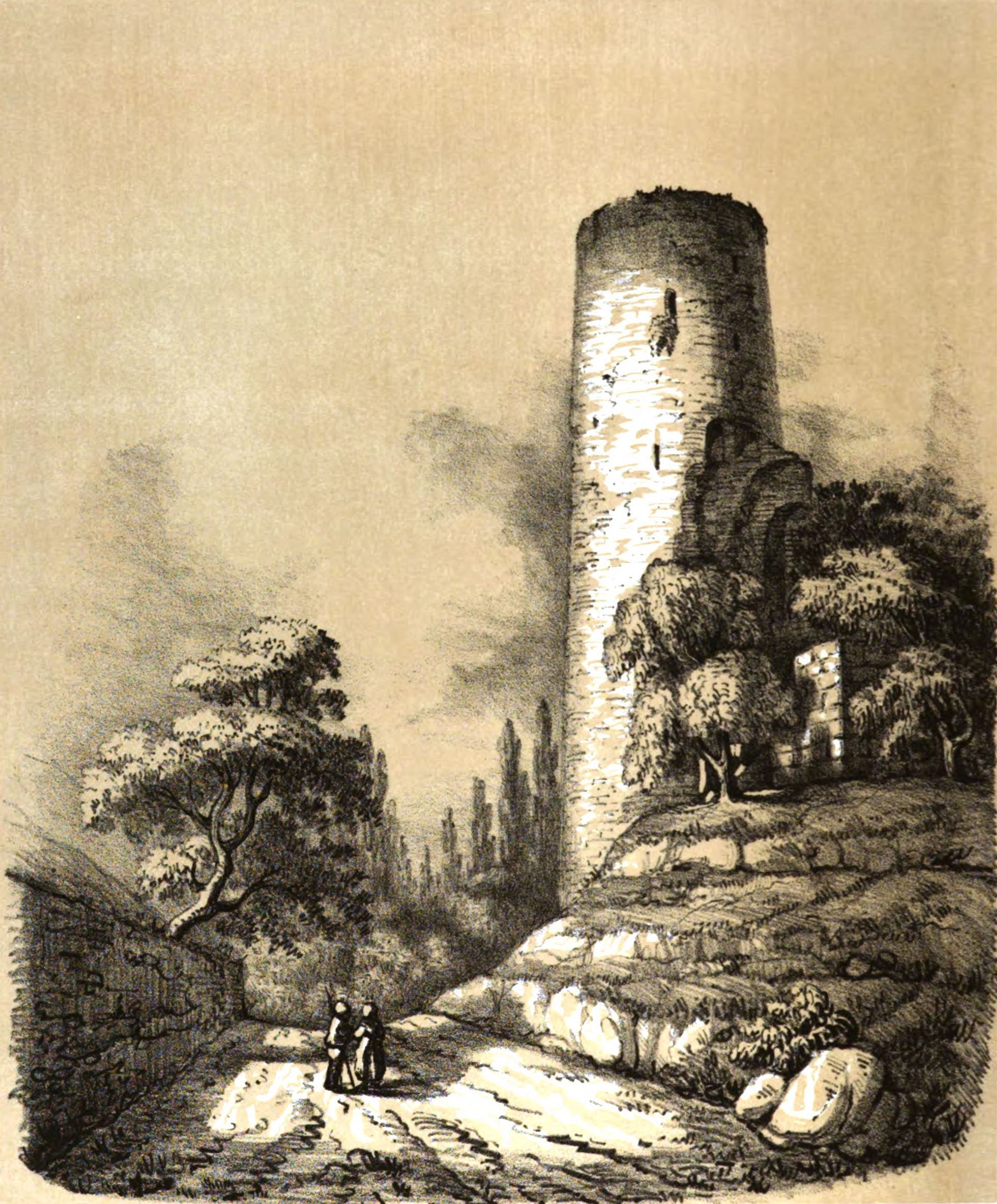
Croquis réalisé par le Comte Émilien Rorthay de Monbail
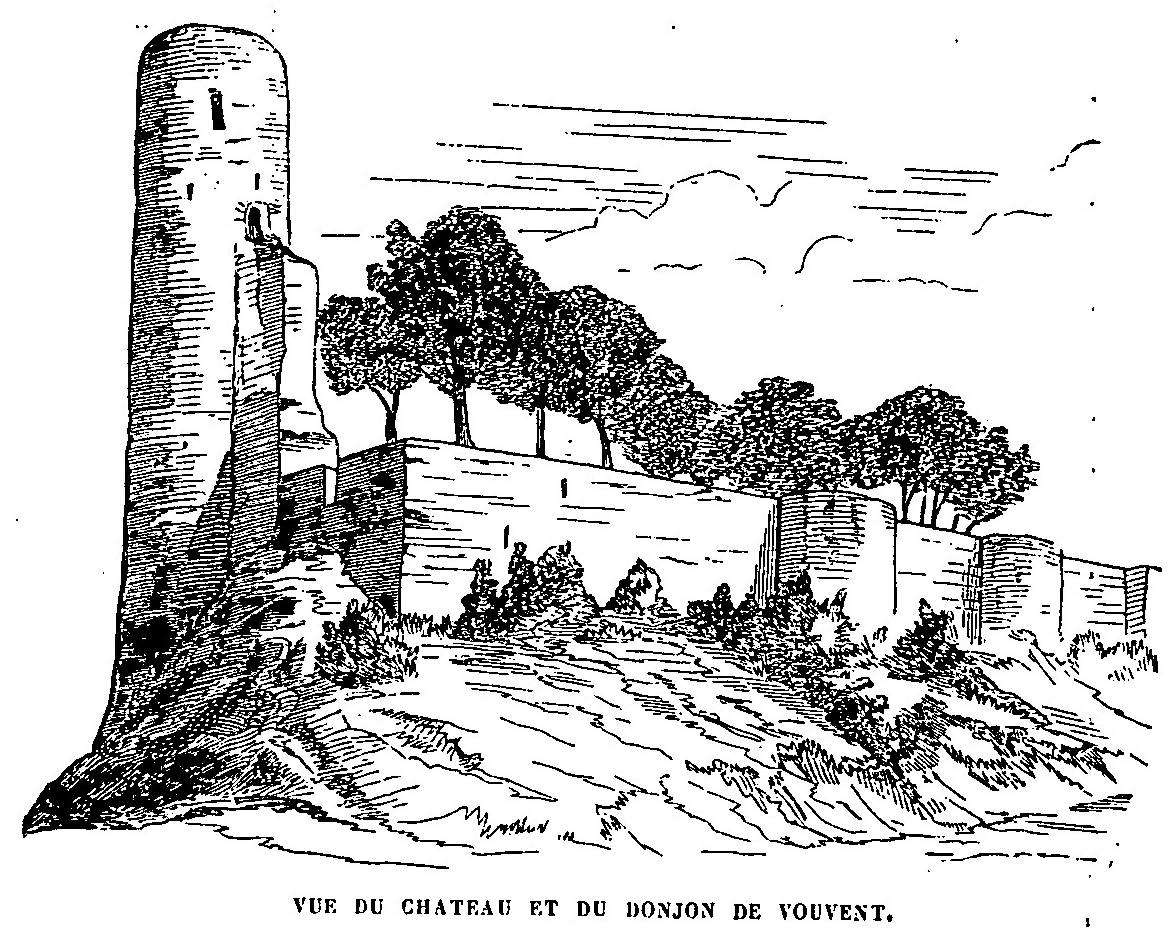
La tour lors de la visite du Congrès archéologique de France en 1864

La tour Mélusine, dans la seconde moitié du XIXè siècle
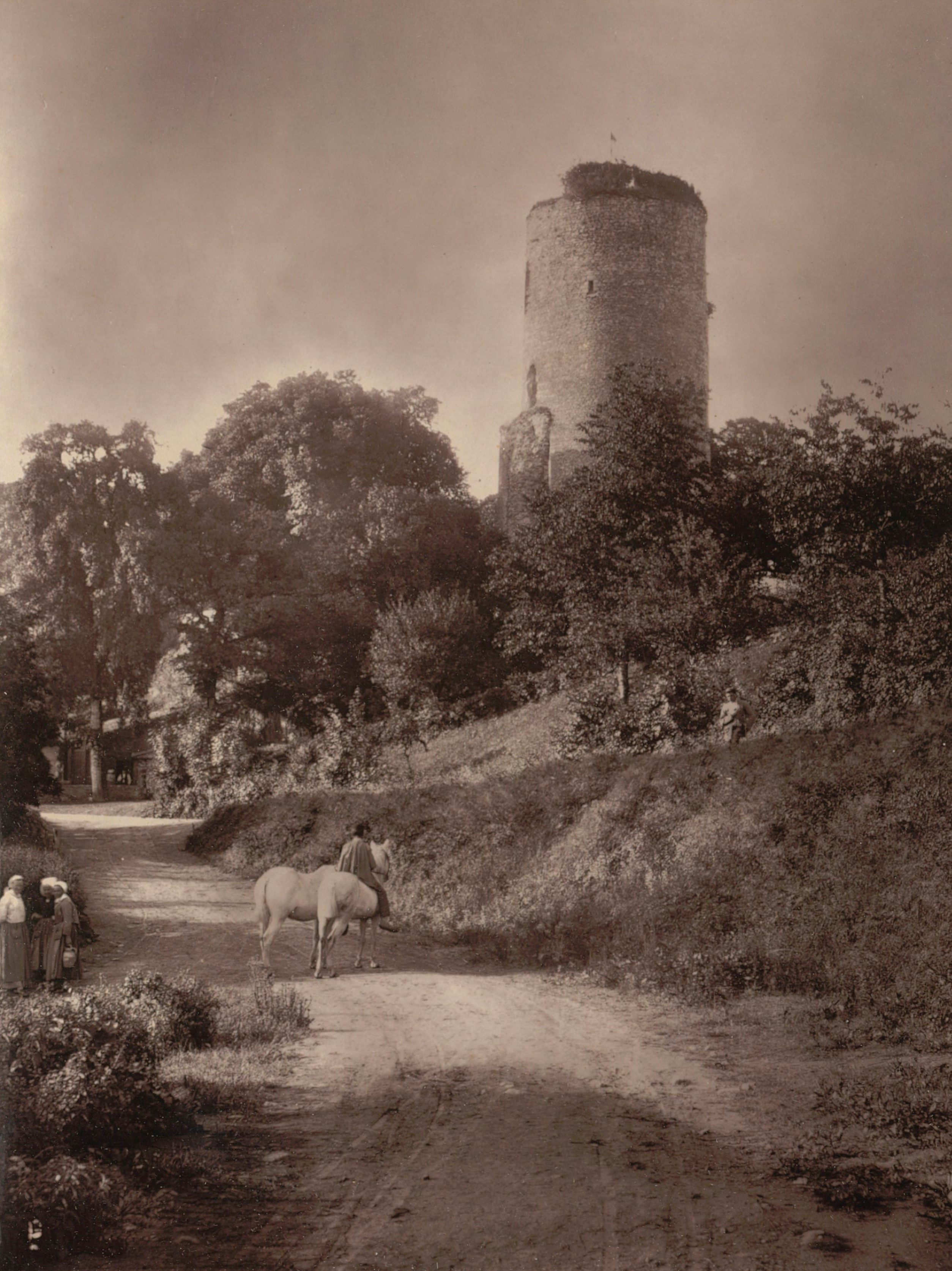
La tour vue du nord-est.
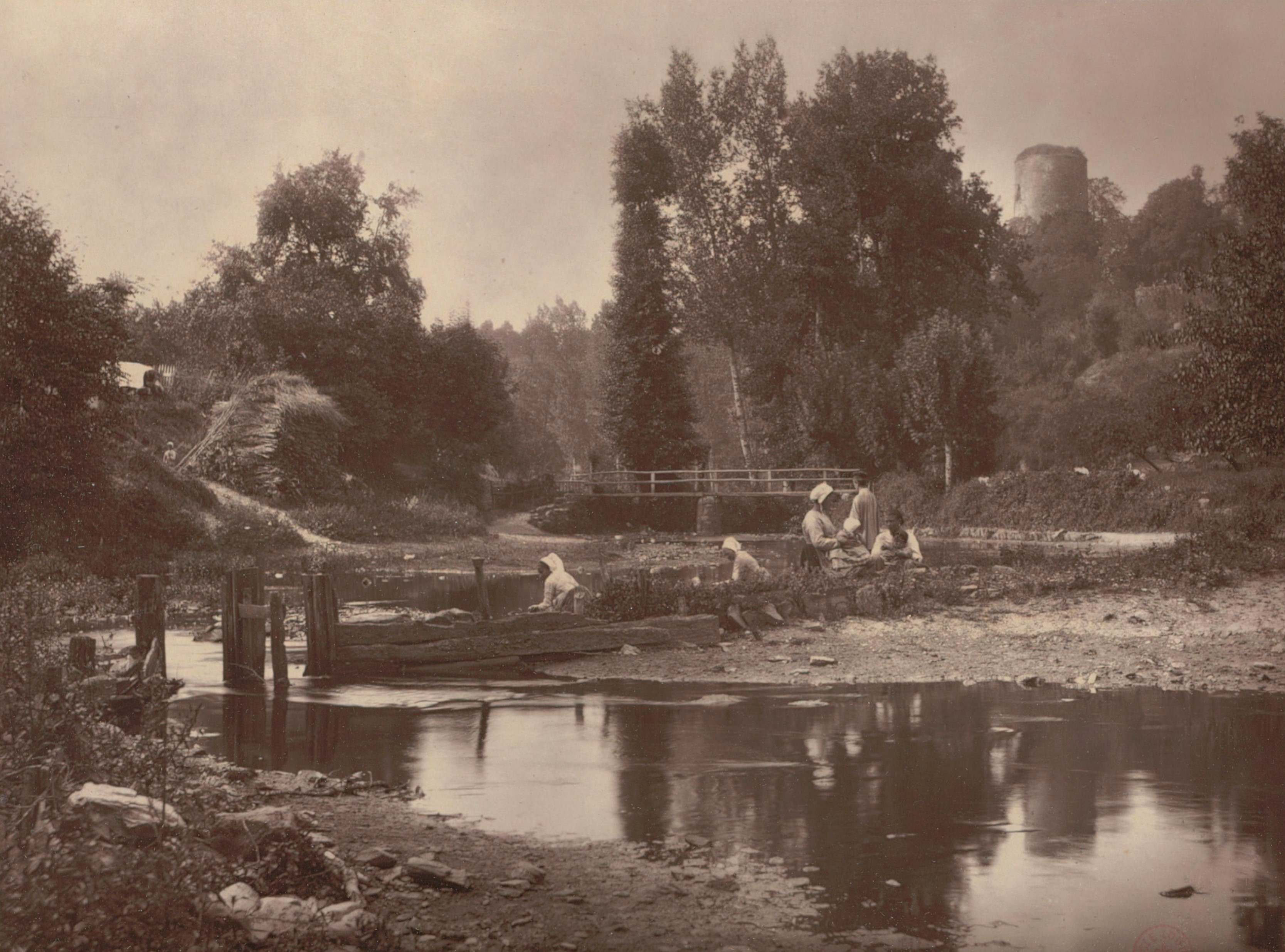
Vue du Petit-Château, à l'ouest.

## Architecture

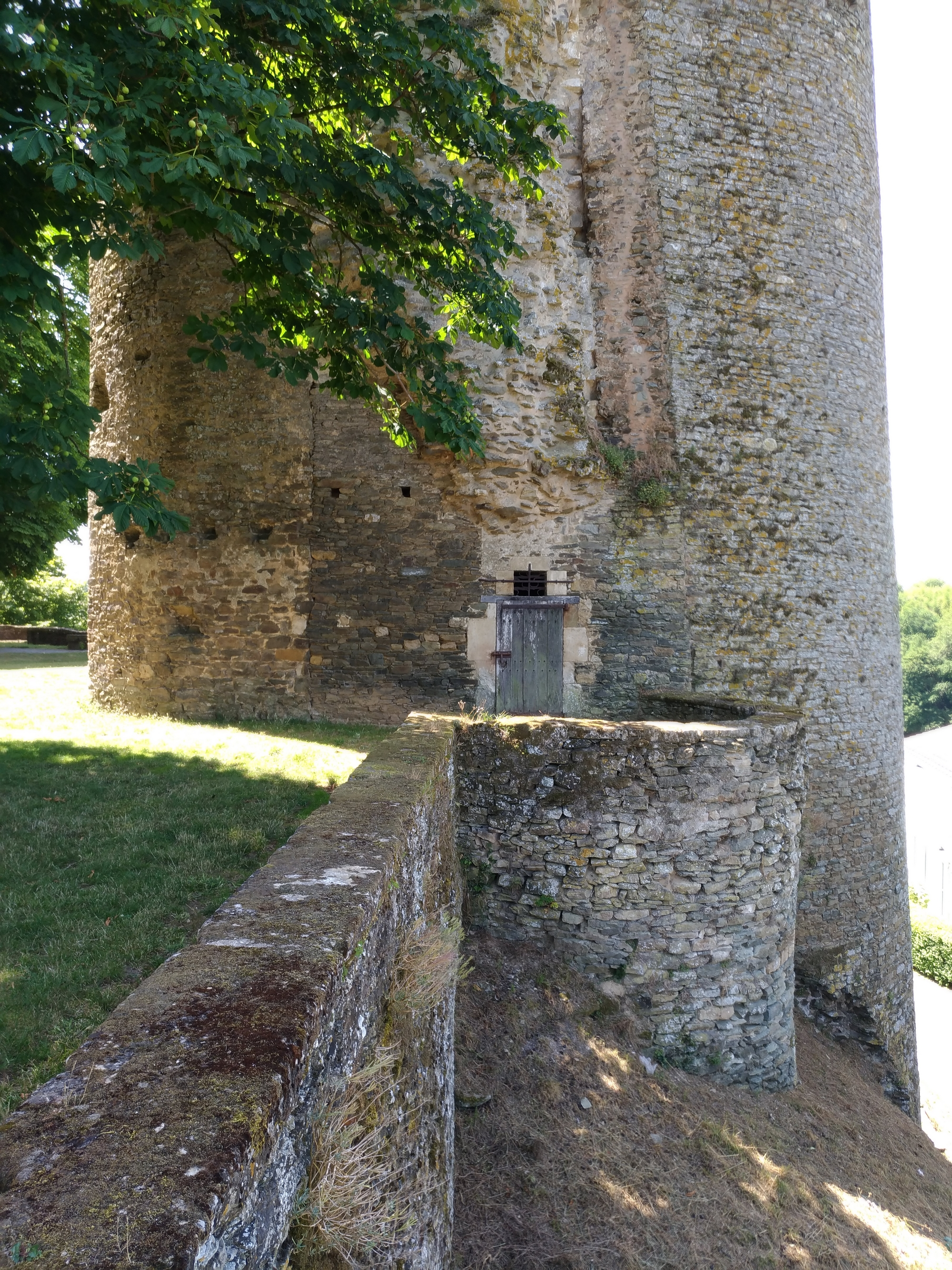
Partie basse de la tour.

La tour Mélusine est composée d'un total de cinq niveaux, :
- Un petit espace fermé est actuellement présent au premier niveau de la tour, actuel rez-de-chaussée (cf. ci-contre).
- L'entrée de la tour se faisait au deuxième niveau. Celle-ci était, à l'origine, accessible par une échelle mobile ou un balcon de bois par exemple.
- Les troisième et quatrième niveaux sont accessibles via un escalier en vis en métal (auparavant en pierre) et comportent chacun une salle voûtée en coupole dotée d'une cheminée. Le quatrième niveau possède également des latrines à conduit biais (latrines possédant une évacuation directe vers l'extérieur)[13]. Le troisième niveau permettait d'accéder au chemin de ronde du château-fort.
- Le cinquième et dernier niveau correspond à la terrasse aménagée au sommet, d'où une vue sur la ville fortifiée, la forêt de Mervent-Vouvant et les alentours est imprenable.

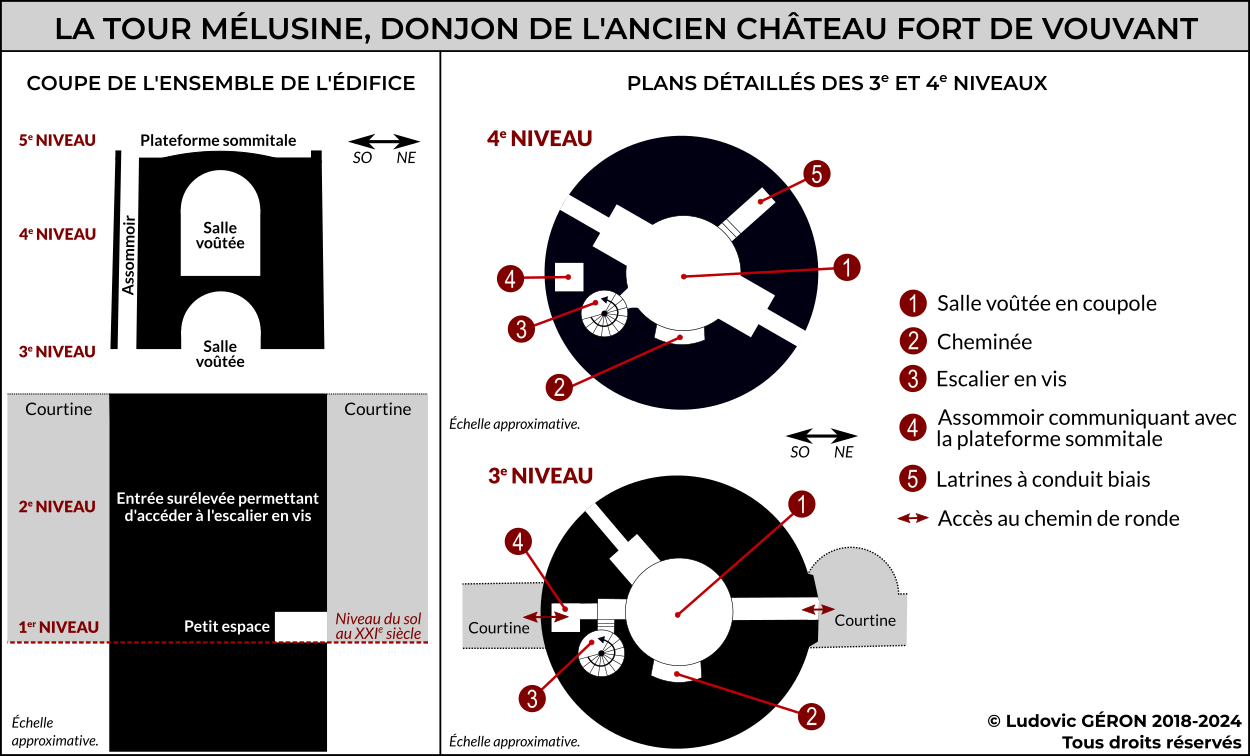
Plans de la tour Mélusine, donjon du XII ou XIII.

## Galerie

La tour Mélusine
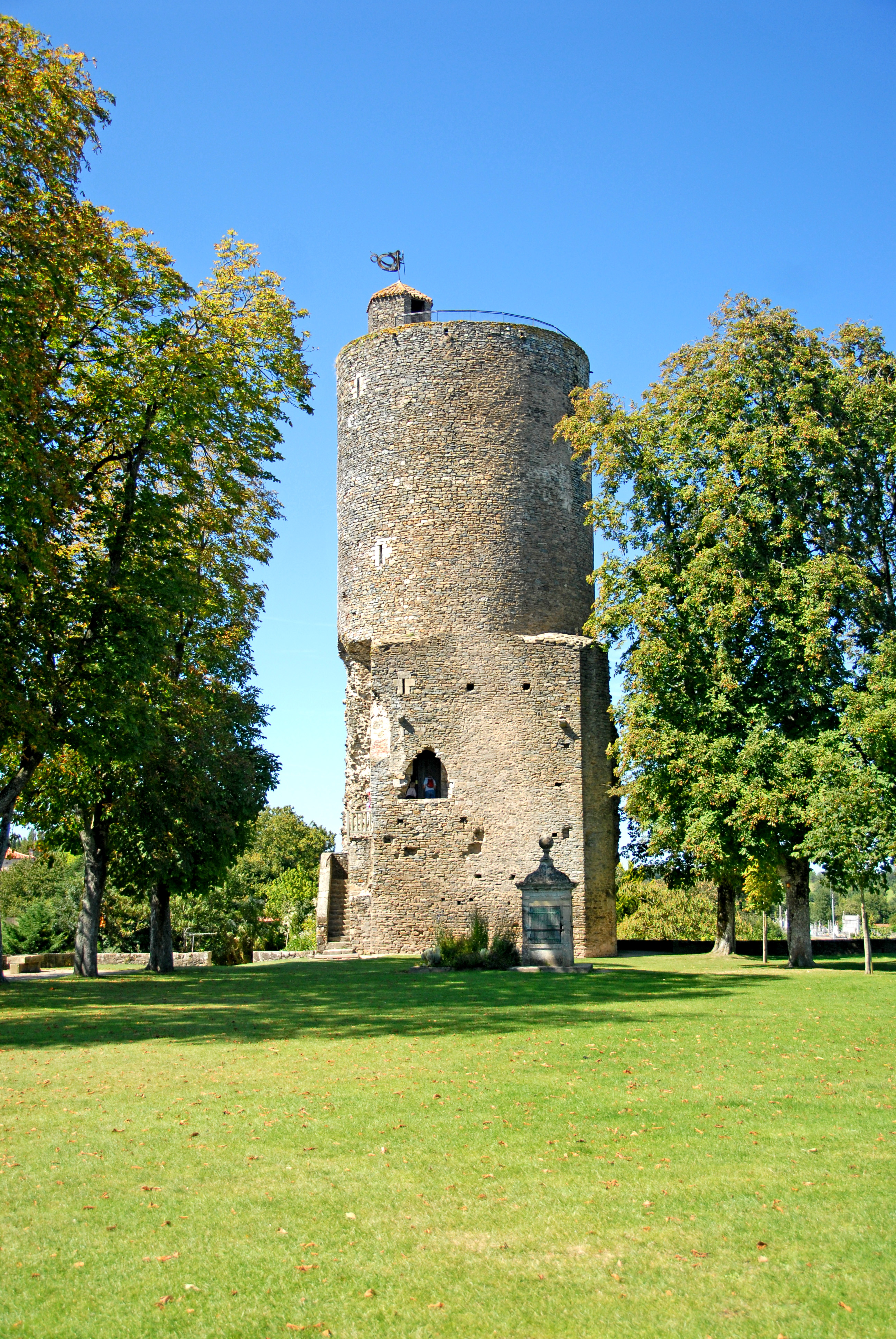
Vue de la place du Bail, ancienne cour du château.
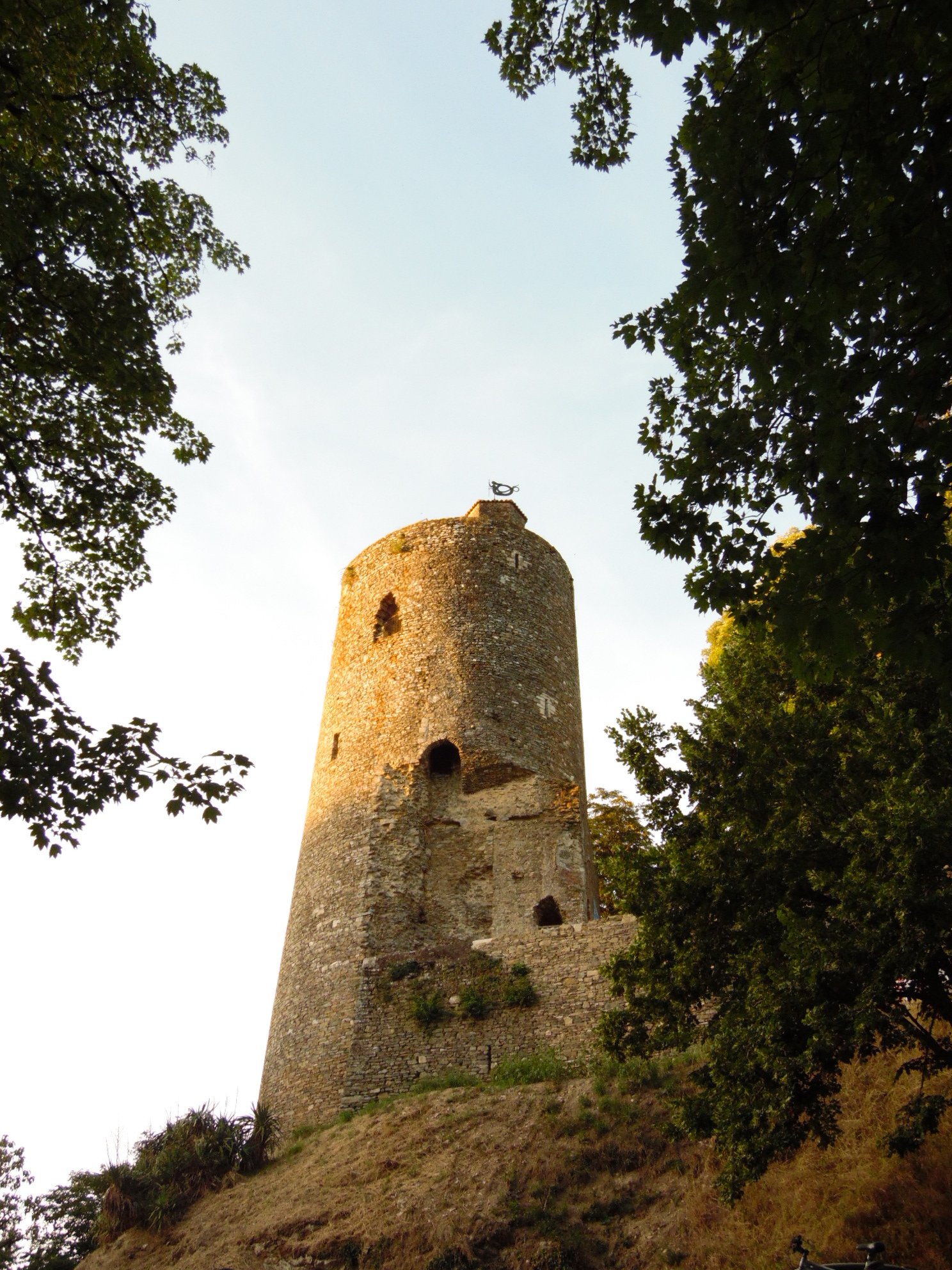
Vue du bas du fossé ouest. Détail de l'arrachement de la courtine sud-ouest.
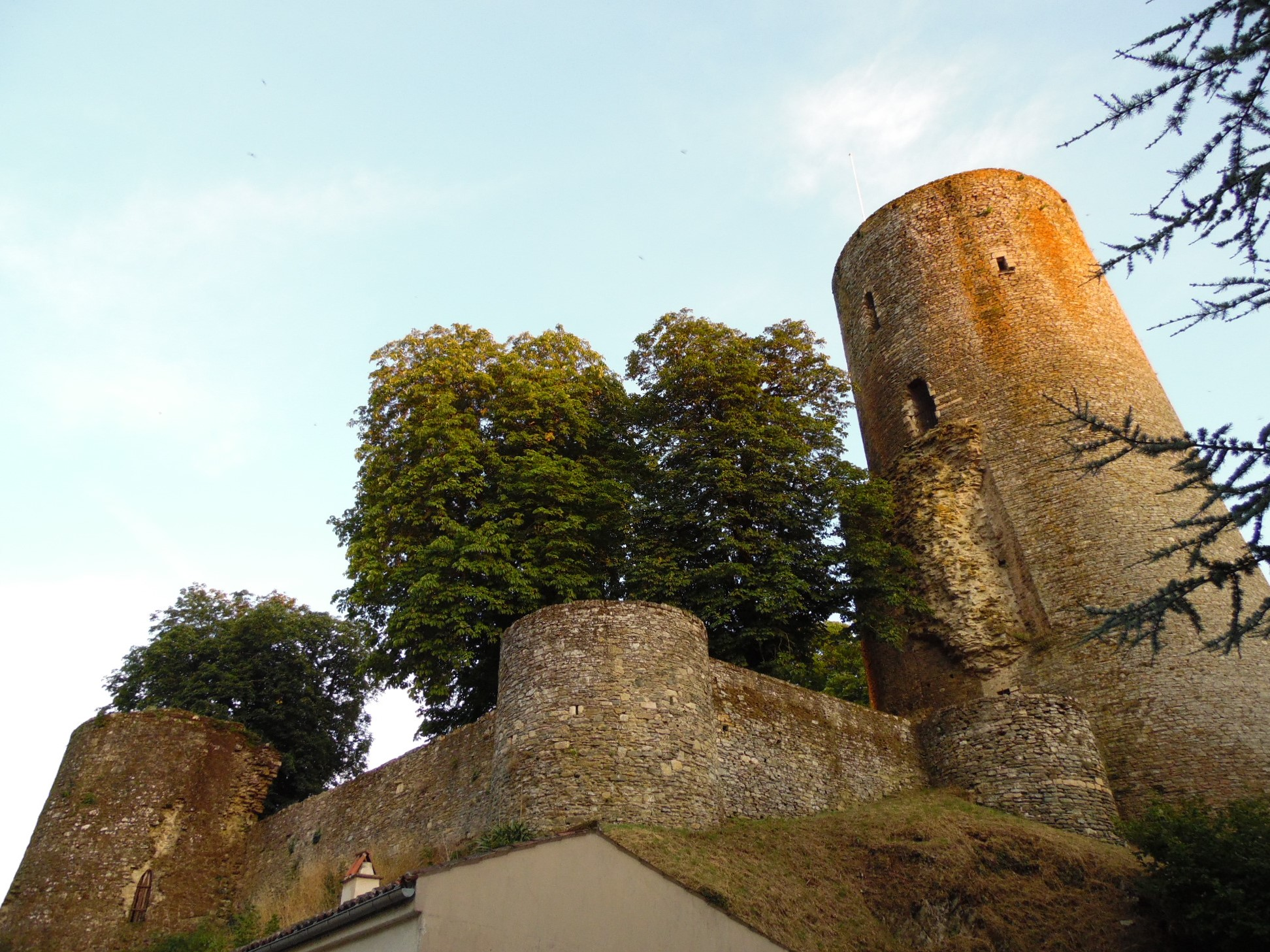
Vue du bas du fossé nord. Détail de l'arrachement de la courtine nord-est.
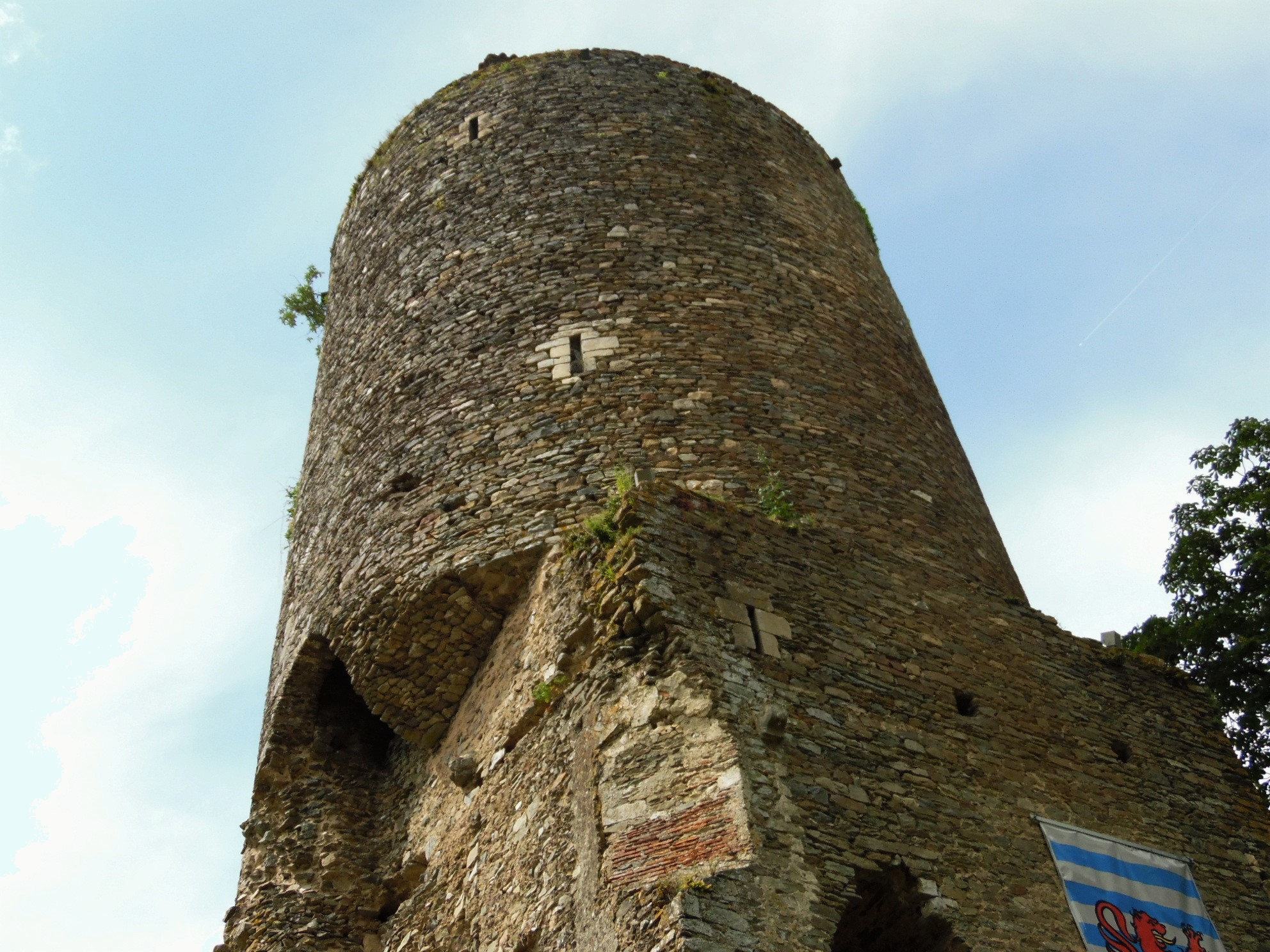
Vue de son pied.
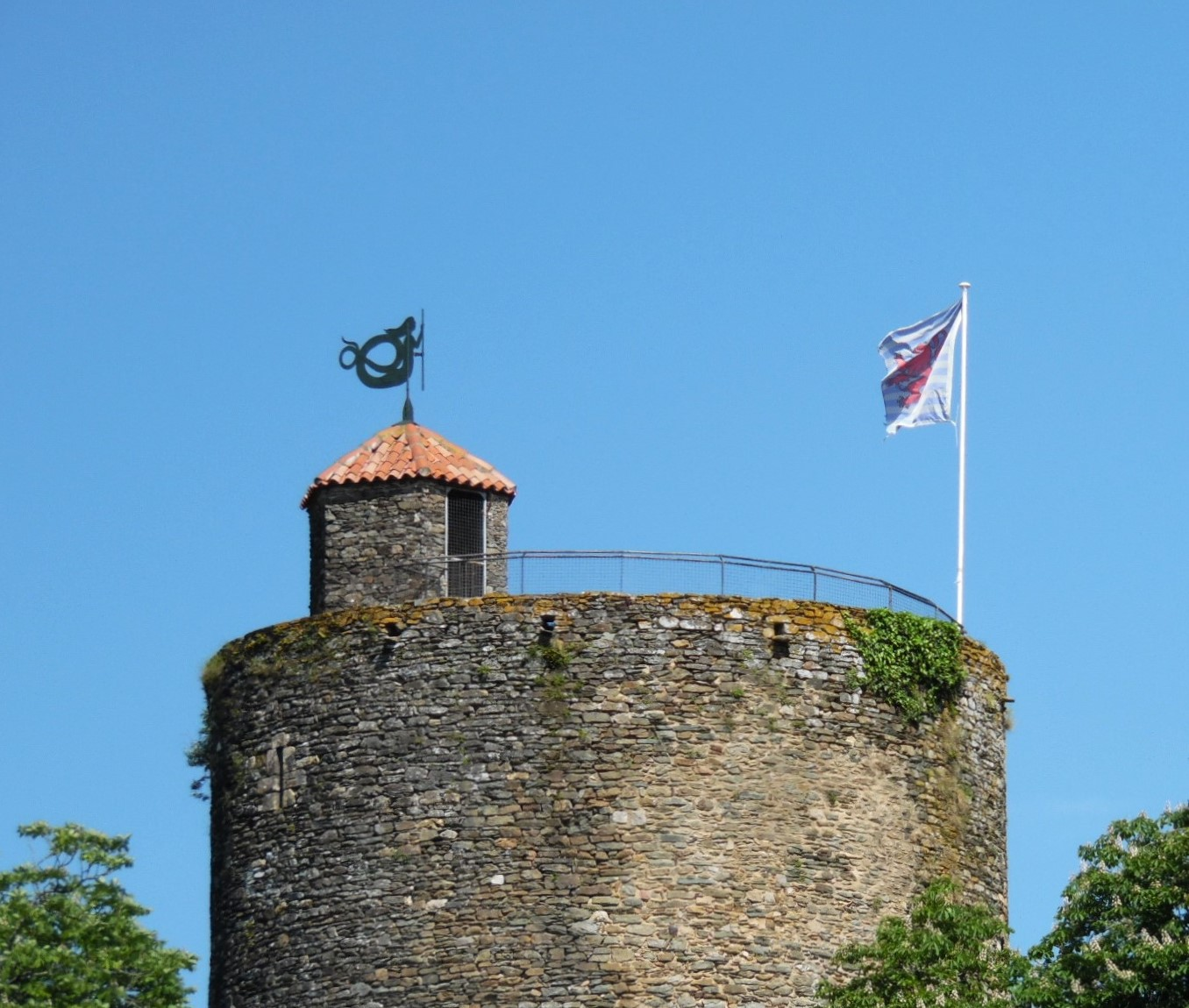
Le sommet de la tour.
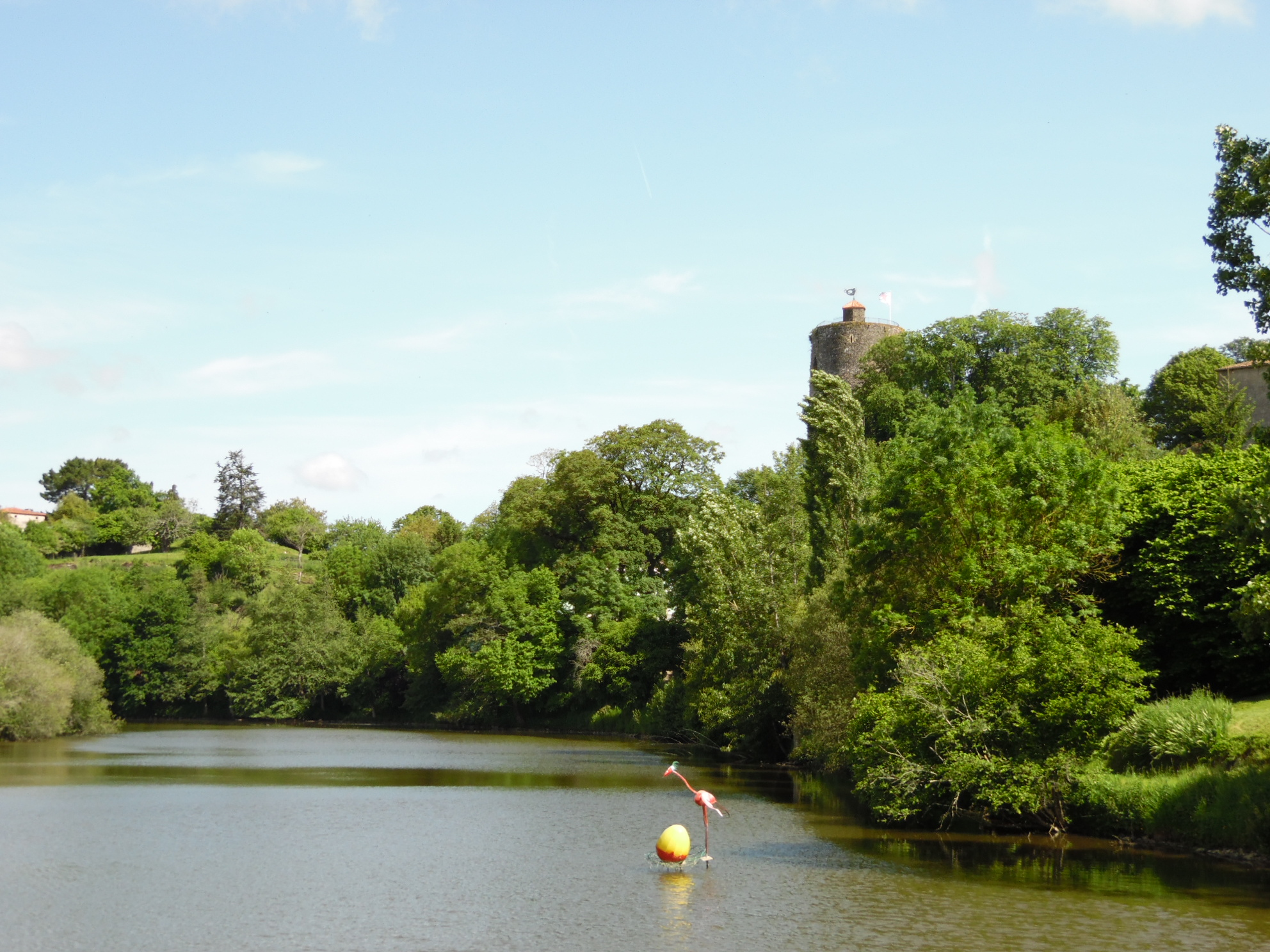
Vue du pont enjambant la Mère.